# Johannes Bender (Politiker)
Johannes Bender (* 5. März 1804 in Wehrshausen; † 29. November 1879 ebenda) war ein deutscher Landwirt, Bürgermeister und Mitglied der Kurhessischen Ständeversammlung.

## Leben
Johannes Bender übernahm von seinem Vater den Landwirtschaftsbetrieb und war in seinem Heimatort Bürgermeister, als er 1839 in dieser Funktion ein Mandat für den 7. kurhessischen Landtag erhielt.
Dieser war nach den Unruhen im Jahr 1830 zum Zweck der Beratung und Verabschiedung einer Verfassung gebildet worden und hatte bis 1866 Bestand, als das Land Hessen durch Preußen annektiert wurde. 
Bender blieb bis 1844 (8. Landtag) in dem Parlament.